# Серсје (Рона)
Серсје (фр. Cercié) насеље је и општина у источној Француској у региону Рона-Алпи, у департману Рона која припада префектури Вилфранш сир Саон.
По подацима из 2011. године у општини је живело 1169 становника, а густина насељености је износила 236,64 становника/km². Општина се простире на површини од 4,94 km². Налази се на средњој надморској висини од 222 метара (максималној 293 m, а минималној 199 m).

## Демографија
| 1962. | 1968. | 1975. | 1982. | 1990. | 1999. | 2011. |
| ----- | ----- | ----- | ----- | ----- | ----- | ----- |
| 503   | 506   | 511   | 651   | 648   | 856   | 1.169 |

График промене броја становника у току последњих година